# Peter Møller Jørgensen
Peter Møller Jørgensen ( 1958 ) es un botánico, y curador danés.
En 1985 obtuvo su Maestría en Ciencias en la Universidad de Aarhus. En 1993 se doctoró en la misma Universidad, con un tema relacionado con la vegetación de los bosques de montaña en la Cordillera de los Andes.
Es curador e investigador del Jardín Botánico de Missouri.
Se dedica a la investigación en el campo de la florística neotropical, plantas de la familia Passifloraceae, Olacaceae y Santalaceae.

## Algunas publicaciones
- peter m. Jørgensen, carmen u. Ulloa. 1994. Seed plants of the high Andes of Ecuador: a checklist. AAU reports 34. Ed. Dept. of Systematic Botany, Aarhus Univ. 443 pp.

- -------------------------, ---------------------. 1989. Estudios botánicos en la "Reserva ENDESA" Pichincha, Ecuador. AAU reports 22. Edición ilustrada de Bot. Institute, Aarhus Univ. 138 pp.

- La abreviatura «P.Jørg.» se emplea para indicar a Peter Møller Jørgensen como autoridad en la descripción y clasificación científica de los vegetales.[1]